# Pitouí encaputxat
El pitouí encaputxat (Pitohui dichrous) és un ocell cantador de Nova Guinea amb plomatge negre i taronja. Aquesta espècie i els seus dos parents propers, el pitohuí variable i el pitohuí marró, van ser els primers ocells verinosos descoberts. Una neurotoxina anomenada homobatracotoxina, present en les plomes i pell dels ocells, causa entumiment i formigueig a aquells qui els toquen.
Aquest ocell obté el seu verí a través de la dieta, que inclou el coleòpter Choresine de la família Melyridae. Aquest escarabat és probablement el mateix que proveeix de verí Dendrobatidae, granotes verinoses de Colòmbia.
Comú i àmpliament distribuït per Nova Guinea, el Pitohui dichrous és tipificat com a preocupació menor en la llista vermella de l'UICN d'Espècies Amenaçades.